# Dirophanes mellinus
Dirophanes mellinus là một loài tò vò trong họ Ichneumonidae.